# Alpspitze
Alpspitze – szczyt w paśmie Wettersteingebirge, w Alpach Bawarskich. Leży w Niemczech, w Bawarii, przy granicy z Austrią. Alpspitze ma charakterystyczny kształt piramidy. Na szczyt wiedzie kilka przygotowanych dróg „wspinaczkowych”. Najkrótsza z nich wiedzie ze stacji Osterfelderkopf (2030 m) kolejki linowej Alpspitzbahn z Garmisch-Partenkirchen. Ze stacji można osiągnąć szczyt podchodząc popularną, bardzo dobrze ubezpieczoną drogą nazywaną „Alpspitze Ferrata” (średni czas podejścia to 2 godziny). Inna droga prowadzi kotliną Grieskar biegnącą łukiem w kierunku wschodnim, która dochodzimy do północnej ściany Alpspitze i dalej na szczyt.
Inne możliwości dotarcia na wierzchołek prowadzą z kotliny Grieskarscharte (2460 m), z chatki Höllentalangerhütte w Piekielnej Dolinie (Höllental) przez Matthaisenkar (droga wspinaczkowa) lub spod jeziora Stuibensee przez kotlinę Grieskar. Przejście z kotliny Grieskarscharte do Zugspitze prowadzące przez Jubiläumsgrat jest trudną drogą, w kilku miejscach wymagającą wspinaczki o skali trudności III UIAA.

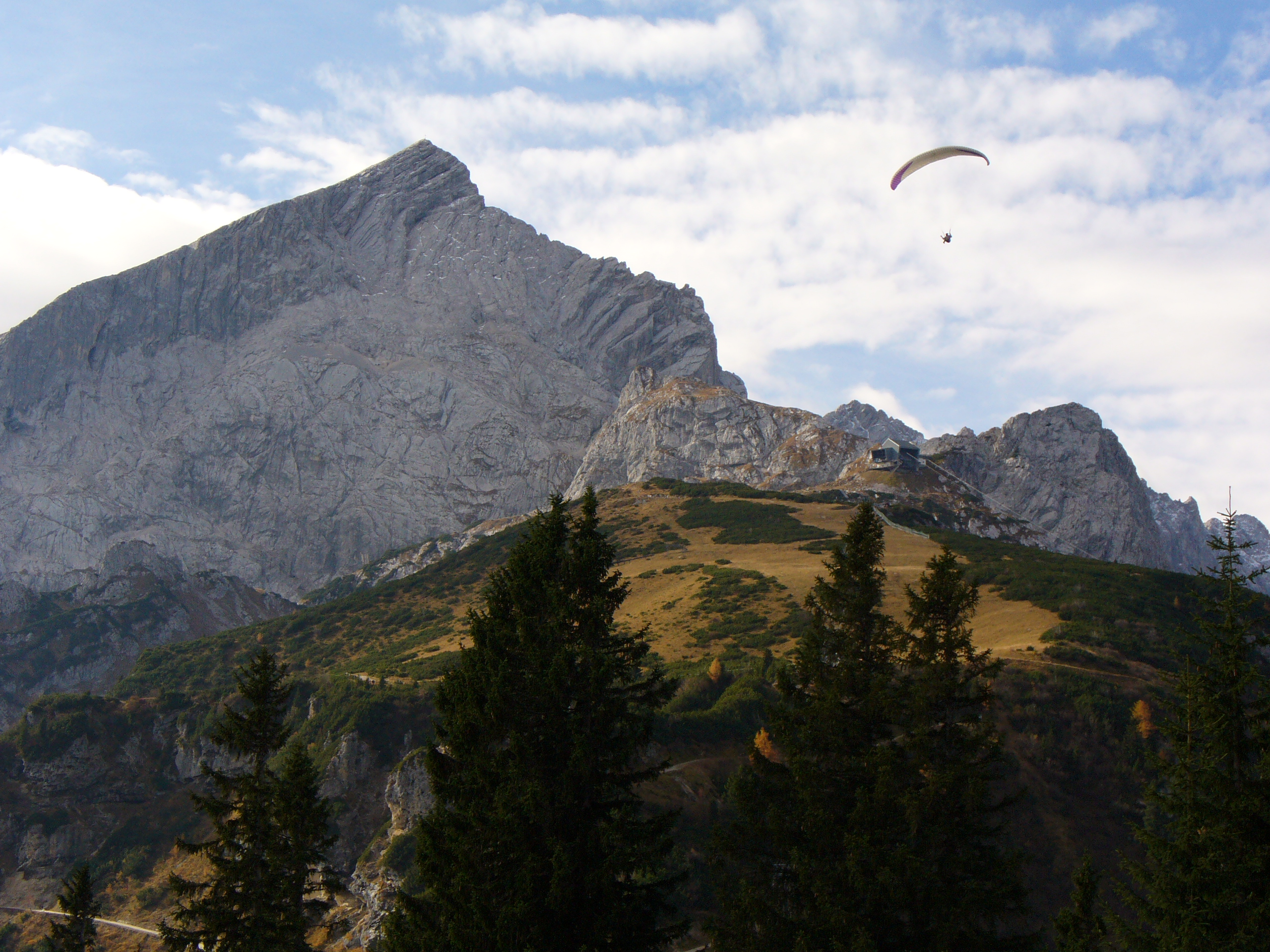
Alpspitze i paralotniarz
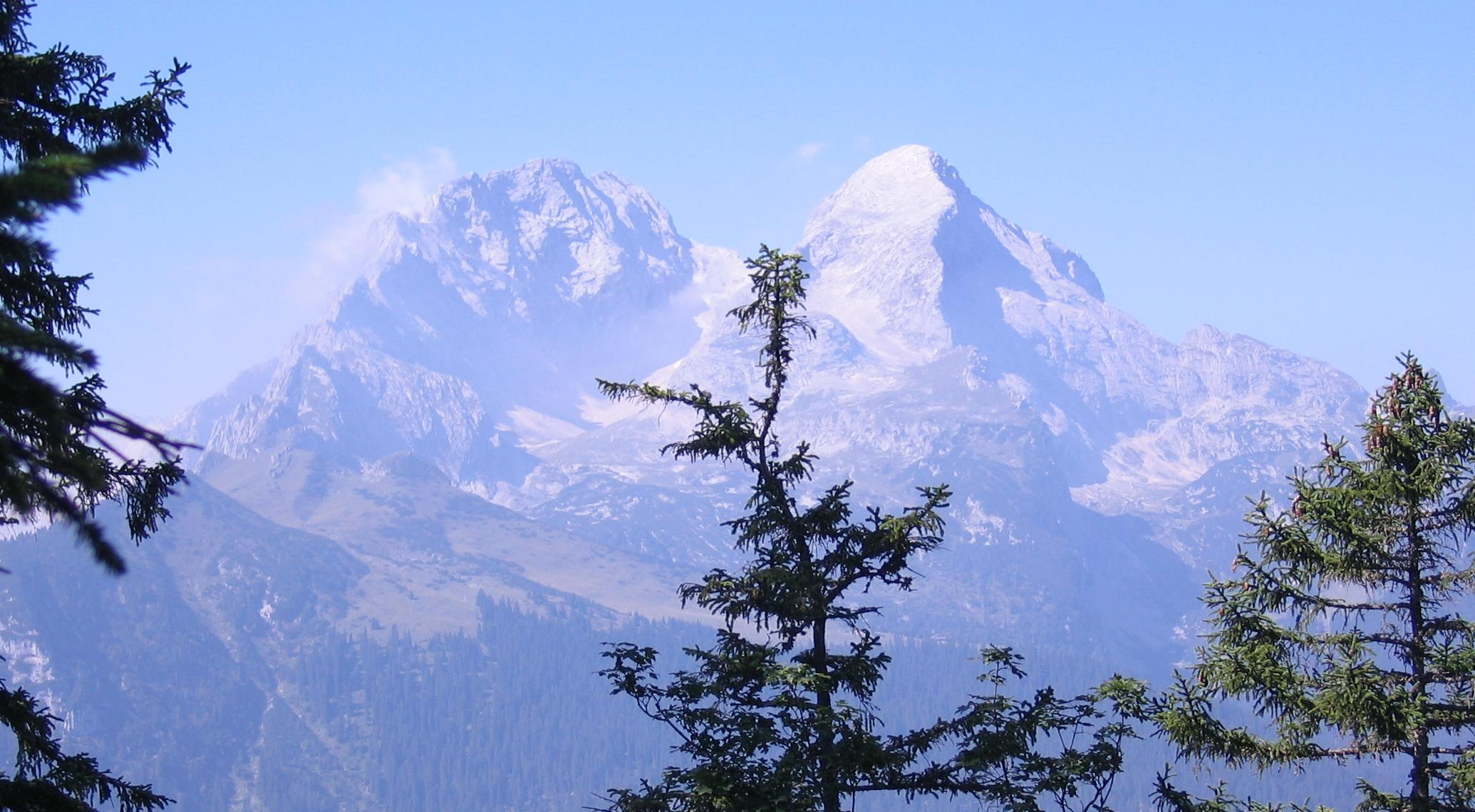
Alpspitze widziane od Schachen